# Klaus Faber (Unternehmen)
Die Klaus Faber AG (Eigenschreibweise faber, früher faberkabel) ist ein deutsches Handelsunternehmen für Kabel und Leitungen mit Sitz in Saarbrücken und Logistikstandorten in Hedemünden und Fichtenau.

## Geschichte
Klaus Faber (1924–2018) und seine Ehefrau gründeten im Jahr 1950 die Firma am heutigen Stammsitz in Saarbrücken. Die Spezialisierung auf Kabel und Leitungen erfolgte im Jahr 1970.
Im Jahr 1973 wurde ein erstes Warenlager in Riegelsberg eröffnet. Ein weiteres Lager entstand später in Beelen. Im Jahr 1990 wurde nach achtmonatiger Bauzeit und einer Investition von rund 6,5 Mio. D-Mark der Lagerstandort Fichtenau eingeweiht. Im Jahr 1992 entstand ein zweiter Standort in Hedemünden.
2000 wurde die Gesellschaftsform in eine Aktiengesellschaft umgewandelt. Sechs Jahre später überschritt der Umsatz erstmals 300 Millionen Euro.
2008 wurde der 12 Millionen Euro teure Ausbau des Standorts Fichtenau zum Logistikzentrum vollendet.
2013 nahm das Unternehmen im Ranking der 500 größten Familienunternehmen der Zeitschrift Wirtschaftsblatt Platz 481 ein.
2014 wurde die Klaus Faber Stiftung gegründet. Stiftungszweck ist die Sicherstellung, Entwicklung und Fortführung der Unternehmensgruppe Faber. Zum einen soll diese Stiftung der Sicherung der Arbeitsplätze innerhalb der Klaus Faber AG und zum anderen der Förderung von Wissenschaft und Forschung sowie Vorhaben der angewandten Medizin dienen.
Nach der Erweiterung des Standorts Hedemünden wurde 2014 die neue Leertrommelabwicklung in Betrieb genommen.
Seit 2017 bietet Faber neben dem Handel mit Kabeln und Leitungen im Energiebereich innovative und nachhaltige Systemlösungen in den Bereichen Krane und Hebezeuge, Telekommunikation/Datenleitungen, elektrische Begleitheizung und Infrastruktur an. Im Vordergrund stehen dabei Infrastruktur-Lösungen unter Einbeziehung erneuerbarer Energien, konfektionierte Systeme für die Kran- und Hebezeugindustrie, ein breites Angebot an LWL-Kabeln und -Komponenten für den Breitbandausbau, Cloud & Data Center und 5G Netzausbau.
Der Zukauf der Friesland-Kabel GmbH in 2019 mit Sitz an den Standorten in Norderstedt und Wismar, als Marktführer im Handel und Fullservice-Logistikdienstleister mit maritimen Kabeln, hat das Unternehmensgeflecht der Klaus Faber AG weiter differenziert.
2022 übernimmt die Klaus Faber AG die ZIEGLER ENGINEERING GmbH. Das in Reutlingen ansässige Unternehmen bringt ein umfangreiches technisches Know-how in den Bereichen Wärme-, Mess- und Energietechnik mit und wird zukünftig Hand in Hand mit der neu gegründeten Business Unit Electrical Heat Tracing der Klaus Faber AG arbeiten. 

## Produkte
- Starkstromkabel
- Mittelspannungskabel
- halogenfreie Sicherheitskabel und -leitungen
- Installationskabel
- Fernmeldekabel und -leitungen
- Steuerleitungen
- Daten- und Elektronikleitungen
- Lichtwellenleiter
- Busleitungen
- Schleppkettenleitungen
- Spezialkabel
- Konfektionierte Ware
- Containerbau
- Solar-Frames
- Wechselrichter
- approbierte Kabel für maritime Anwendungen im Schiffsneubau, -reparaturbereich als auch im Offshore Segment (über Friesland-Kabel GmbH)
- militärische Kabel nach VG-Norm der Bundeswehr (über Friesland-Kabel GmbH)
- Begleitheizungsleitungen sowie Begleitheizungssysteme (ZIEGLER ENGINEERING GmbH)
- Leckwarnsysteme (ZIEGLER ENGINEERING GmbH)
- sowie viele weitere Kabel und Zubehör